# SKE48의 매지컬 라디오
《SKE48의 매지컬 라디오》(SKE48のマジカル・ラジオ)는 닛폰 TV 방송망에서 2011년부터 방송되고 있는 심야 텔레비전 드라마이자 버라이어티 쇼이다.

## 개요
도쿄의 주요 방송국(키국)에서 방송되는 SKE48의 첫 간무리방구미이다.
나고야의 가공의 라디오 방송국 '라디오 샤치호코'에서 방송되는 심야 라디오 프로그램 《매지컬 라디오》를 무대로 한 시트콤으로 드라마를 중심으로 진행되나 대본 없는 애드립 부분, 상황에 맞는 게임 등의 기획도 실시된다.

## 줄거리
시즌 1
아카네가 DJ를 맡고 있는 《아카네의 매지컬 라디오》는 0%에 가까운 청취율로 폐지 위기에 처해있다. 연출가 레나는 이를 극복하기 위해 인기 어린이 배우 출신 쥬리나를 새로운 DJ로 합류시킨다. 프로그램을 《쥬리나·아카네의 매지컬 라디오》로 개편하며 기사회생을 도모하지만...
시즌 2
1년 후, 라디오 샤치호코의 간판 프로그램이 된 《매지컬 라디오》에 다시 위기가 찾아온다. DJ 쥬리나가 배우가 되기 위해 연예계로 복귀했으며, 거기에 연출가 레나가 수수께끼에 쌓인 채 실종된 것이다.
시즌 3
매지컬 라디오가 폐지위기에 처한다.레나는 편성부장으로 돌아오고 매지컬 라디오 스태프들은 사장님 딸의 밴드의 들어가는 것으로 매지컬 라디오를 연명하는데...

## 출연진
마츠이 쥬리나
《매지컬 라디오》의 새로운 DJ이다.
한 때 40%를 넘는 시청률을 기록한 드라마 《맛 없는 아이》에 아역으로 출연했으나 그 후 드라마에서의 이미지를 벗지 못하고 활동 폭을 넓히지 못한다.
폐지 위기에 놓인 《매지컬 라디오》를 살리기 위해 새로운 DJ로 기용되었다.
정신적으로 궁지에 몰리게 되면 빙의를 한다.
시즌 2에서는 배우의 꿈을 이루기 위해 연예계로 다시 복귀한다.
마츠이 레나
《매지컬 라디오》의 연출가.
연출가가 되고 처음 맡은 방송이 이 프로그램이다. 고등학교 2학년 때 연애 상담 문자를 라디오 프로그램에 보내 위로를 받은 일을 계기로 라디오를 각별히 사랑하게 된다.
흥분하면 나고야 사투리를 사용하며 심각한 망상벽이 있다. 매 회 자신의 미래에 대한 망상을 소리내어 하기 때문에 주위 사람들도 모두 듣게된다.
시즌 2에서는 수수께끼에 쌓인 채 실종된다.
타카야나기 아카네
《매지컬 라디오》의 DJ.
로리타 패션을 즐겨하며 라디오 DJ 경험이 많은 연령미상의 인물.
감정의 기복이 심하다.
오기소 시오리
《매지컬 라디오》의 AD.
키모토 카논
《매지컬 라디오》의 AD.
와카바야시 마사야스(오드리)
《매지컬 라디오》의 작가.
별명은 '와카칭'.
과거 아카네가 진행하던 라디오의 열혈 청취자.
아카네에게 마음을 품고 있다.
오니마루 지로 - 사토 지로
《매지컬 라디오》의 프로듀서.
이후는 시즌 2부터 출연하는 고정 출연진
야가미 쿠미
키자키 유리아
하타 사와코

## 방송일, 부제, 게스트

### 시즌 1
| 횟수 | 방송일           | 부제                                                                        | 게스트                    | 게스트 | 게스트                               |
| 횟수 | 방송일           | 부제                                                                        | AD역 준레귤러             | SKE48 게스트                                                                                                 | 그 외 게스트                         |
| ---- | ---------------- | --------------------------------------------------------------------------- | ------------------------- | --- | ------------------------------------ |
| 1    | 2011년 10월 11일 | 청취율 0%! 폐지 직전 심야 라디오 프로그램에 오늘 밤 구연의 여신이 내려왔다! | 오기소 시오리             | 나카니시 유카(청취자)                                                                                        | -                                    |
| 2    | 10월 18일        | 청취율이 낮으면 바로 중단! 사랑과 용기의 신 코너에서 기적을 일으켜라!       | 키모토 카논               | 데구치 아키(청취자)                                                                                          | -                                    |
| 3    | 10월 25일        | 라디오 샤치호코의 7대 불가사의! 괴기현상의 정체는 수수께끼 유령 DJ!         | 오기소 시오리             | 하타 사와코(수수께끼 소녀)                                                                                   | -                                    |
| 4    | 11월 1일         | 땀과 눈물의 가난 프로그램 탈출 대작전! 돈 많은 스폰서 업체를 얻어라!        | 키모토 카논               | 시바타 아야(청취자)                                                                                          | 우에치 하루나(스폰서)                |
| 5    | 11월 8일         | 오늘 밤은 파자마 파티! 사랑에 빠진 레나의 고백 대작전!                      | 키모토 카논               | 오노 하루카(오니마루P의 부인)                                                                                | 카스가 토시아키(오드리, 택배 배달원) |
| 6    | 11월 15일        | 인질범이 생방송 현장을 점거! 사건은 라디오 방송국에서 일어나…는건가!?       | 오기소 시오리             | 키자키 유리아(만화가 어시스턴트)                                                                             | 콘노 히로키(킹오브코미디, 만화가)    |
| 7    | 11월 22일        | 대박 기원! 기쁘고 부끄러운 쥬리나 8년만의 영화 주연으로 큰 소동!            | 오기소 시오리             | 다카다 시오리(청취자)                                                                                        | -                                    |
| 8    | 11월 29일        | 매지컬 라디오 밀실 사건! 완전범죄의 범인은…바로 너다!                       | 키모토 카논               | 가네코 시오리·하라 미나미·카토 루미(아카네의 동생)                                                           | -                                    |
| 9    | 12월 6일         | 시간을 달리는 미소녀가 나타나다! 백 투 더 퓨처 대작전!                      | 키모토 카논               | 야가미 쿠미(수수께기 소녀) 히라마츠 카나코(카레가게 점원)                                                    | -                                    |
| 10   | 12월 13일        | 생각치 못한 라디오 어워드 수상! 레나, 긴장된 연설에서 대위기!               | 오기소 시오리             | 이시다 안나(세탁소 직원)                                                                                     | 요나미네 시게히토(유명 발 맛사지사)  |
| 11   | 12월 20일        | 사랑과 눈물의 크리스마스 파티! 거룩한 밤에 어째선지…소악마!?                | 오기소 시오리             | 스다 아카리(와카바야시의 여자친구)                                                                           | -                                    |
| 12   | 12월 27일        | 잘있어 매지컬 라디오! 눈물의 최종화에 기적은 일어나는가!?                   | 오기소 시오리 키모토 카논 | 키자키 유리아(만화가 어시스턴트) 나카니시 유카(청취자) 야가미 쿠미(수수께끼 소녀) 하타 사와코(수수께끼 소녀) | 요시다 테루미(???)                   |

### 시즌 2
| 횟수   | 방송일          | 부제                                                               | 게스트                     | 게스트                     | 게스트                     |
| 횟수   | 방송일          | 부제                                                               | AD역 준레귤러              | SKE48 게스트               | 그 외 게스트               |
| ------ | --------------- | ------------------------------------------------------------------ | -------------------------- | -------------------------- | -------------------------- |
| 특별편 | 2012년 4월 03일 | 시즌 1 요약 및 시즌 2 홍보                                         | 시즌 1 요약 및 시즌 2 홍보 | 시즌 1 요약 및 시즌 2 홍보 | 시즌 1 요약 및 시즌 2 홍보 |
| 1      | 4월 10일        | 돌아온 녀석들! 그러나 레나가 실종!? 오늘도 파란만장의 막이 열린다! | 오기소 시오리 키모토 카논  | -                          | -                          |